# Evelio Vadillo
Evelio Vadillo Martínez (Ciudad del Carmen, Campeche, México, 11 de mayo de 1904-Ciudad de México 7 de abril de 1958) fue un abogado, militante de las juventudes del Partido Comunista Mexicano (PCM). Conocido por ser el único mexicano encarcelado durante la llamada Gran Purga, en la que Iósif Stalin envió a prisión a miles de militantes comunistas y ejecutó a decenas dirigentes de la Unión de Repúblicas Socialistas Soviéticas (URSS).

## Primeras actividades
En diciembre de 1923, se sumó a la rebelión de Adolfo de la Huerta en contra del gobierno de Plutarco Elías Calles. Fue asistente particular de Manuel Antonio Romero, abogado y periodista tabasqueño que fue nombrado gobernador interino de Tabasco del gobierno delahuertista.

Con la derrota de la rebelión, sale del país al parecer por Guatemala y semanas después se radica en La Habana, Cuba, a lado de Romero. Durante tres años, ambos subsistieron de las ventas en la librería El Talismán, instalada en los bajos del teatro Payret.

Mientras Vadillo realizaba estudios de bachillerato en La Habana, Romero dictó conferencias en la Universidad Popular José Martí, proyecto educativo del comunista cubano Julio Antonio Mella. Además, participaron en la impartición de asesoría legal y política a exiliados sudamericanos, principalmente venezolanos.

Entre otras actividades políticas que ambos mexicanos desarrollaron en la capital cubana fue la divulgación de las ideas políticas del pedagogo cubano José Enrique Varona, mentor de Mella, en contra de la dictadura de Gerardo Machado. Lo anterior los obligó a abandonar Cuba y solicitar una amnistía al gobierno de Calles.

## Militancia comunista en México
Evelio Vadillo y Manuel Antonio Romero regresaron a México a mediados de 1927. Para octubre, Vadillo se encontraba matriculado en la Facultad de Derecho y Ciencias Sociales de la Universidad Nacional de México e inició su militancia en el PCM y su labor como litigante en la oficina en México del Socorro Rojo Internacional, a cargo de Romero, quien adquirió el pseudónimo de Gastón Lafarga.

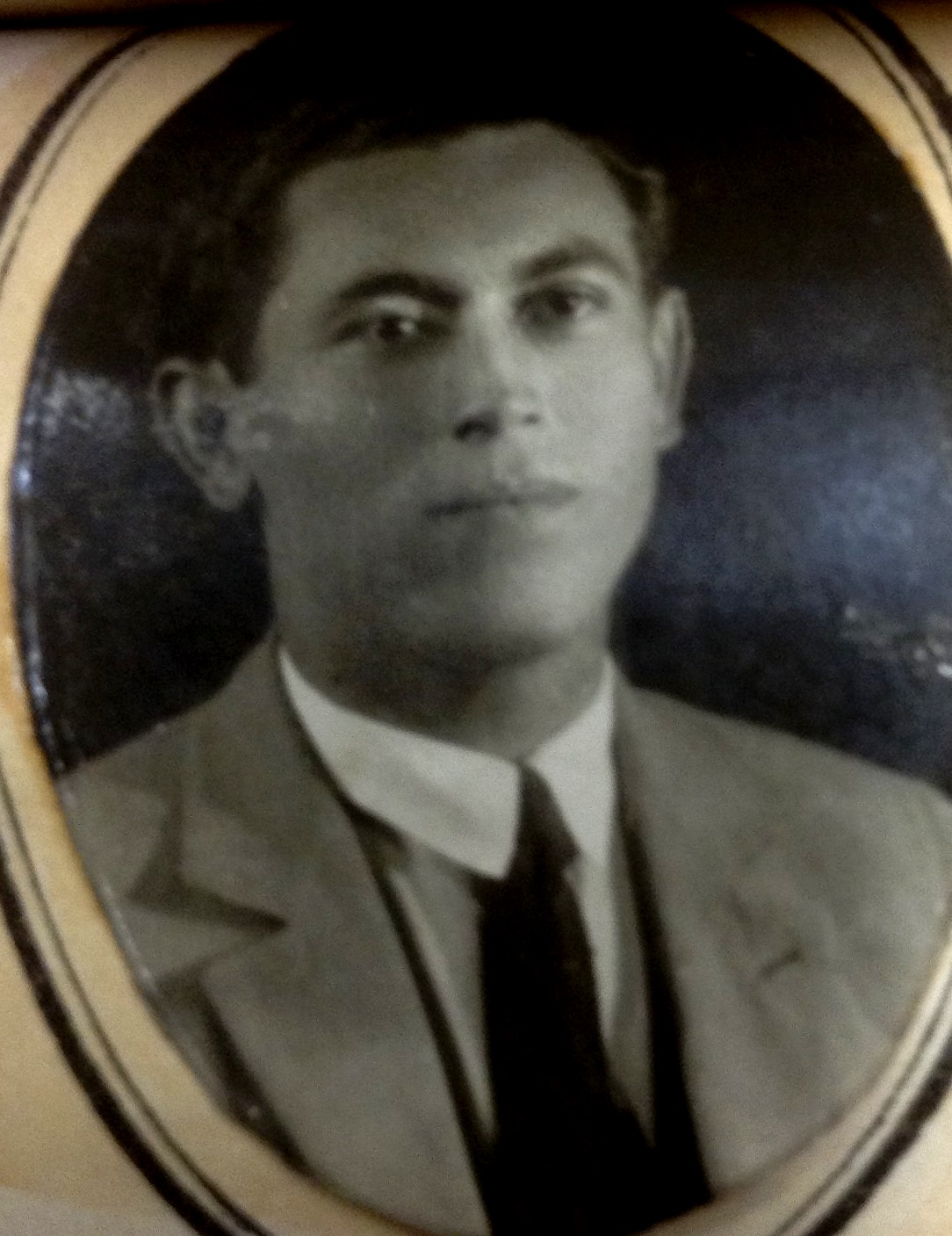
Evelio Vadillo durante sus años universitarios. Ca. 1929-1930

La labor de Vadillo como abogado laboral lo llevó a encabezar la representación legal de varios sindicatos, entre ellos los tranviarios y de fábricas metalúrgicas de la Ciudad de México, la mayoría agrupadas en la Confederación Sindical Unitaria de México (CSUM), encabezada en esas fechas por Hernán Laborde, Valentín Campa, David Alfaro Siqueiros, entre otros. Durante los años 20, la CSUM fue la central obrera opositora a la oficialista Confederación Regional Obrera Mexicana (CROM), dirigida entonces por Luis N. Morones y Vicente Lombardo Toledano .

En la primera mitad de la década de los 30, Vadillo fungió a lado de José Revueltas como delegado del PCM en movimientos obreros y campesinos en Michoacán, Veracruz y Nuevo León, por lo que fue encarcelado en varias ocasiones.

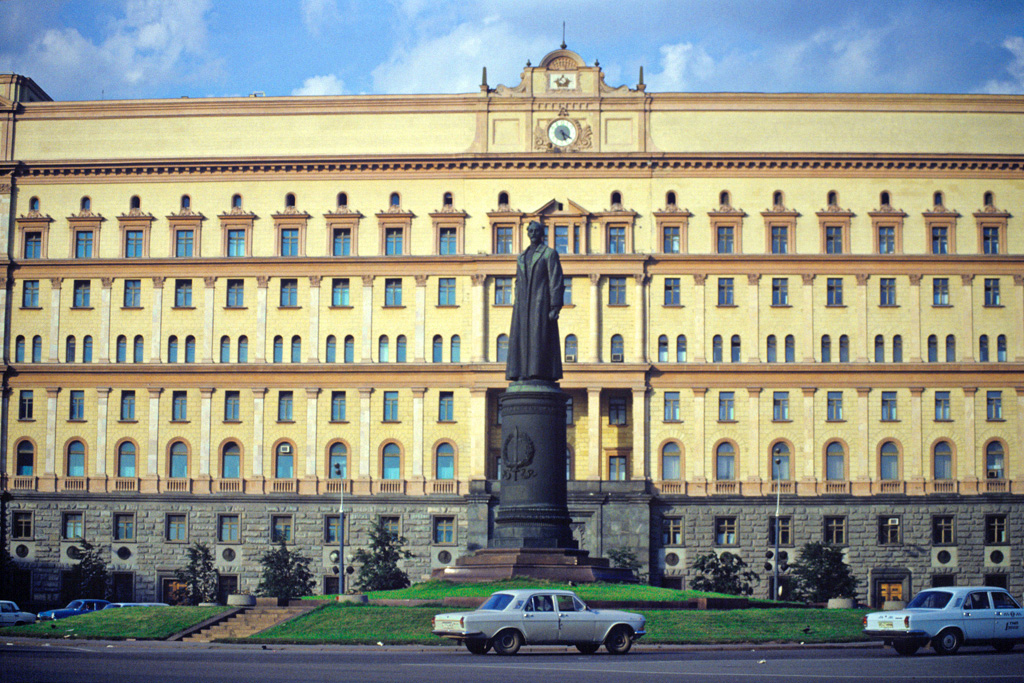
Lubyanka, cuartel de la NKVD, predecesora de la KGB. Al frente, la estatua de Félix Dzerzhinski, creador de los servicios de inteligencia soviéticos.

Durante su estancia en una penitenciaría de la capital mexicana a partir de la manifestación del Primero de mayo de 1930, fue candidato a diputado local. Entre 1930 y 1934 estuvo encarcelado un par de veces en la colonia penitenciaria de Islas Marías, junto con Carlos Sánchez Cárdenas, Rosendo Gómez Lorenzo, José Revueltas, Benita Galeana y Juan de la Cabada, entre otros.

El 7 de noviembre de 1931 participó a lado de Gómez Lorenzo y otros militantes comunistas, en la toma de las instalaciones de la XEW, en la que por siete minutos denunciaron la represión del gobierno de Pascual Ortiz Rubio en contra del movimiento comunista.

Estancia en la URSS y encarcelamiento

Al salir de su última estancia en Islas Marías a principios de 1935 aceptó la oferta del PCM de matricularse en la Escuela Leninista Internacional (ELI) -donde en años anteriores habían estudiado el abogado Manuel Antonio Romero y el pintor Xavier Guerrero-. Se trasladó a Moscú, a donde llegó entre abril y mayo de 1935. Durante su estancia en esta escuela participó en el VII Congreso de la Internacional Comunista junto con delegados del PCM, entre ellos Hernán Laborde, José Revueltas, Julio Rosowski, mexicano de origen ucraniano que estudiaba con él en la ELI.

Cuando estalla la Gran Purga dentro de las filas de la Komintern, orquestada por Iósif Stalin y ejecutada en un inicio por Génrij Yagoda y después por Nikolái Yezhov, Evelio Vadillo fue detenido en abril de 1936 por agentes de la NKVD bajo la acusación de participar en un movimiento trotskista al interior de la ELI.

Su primera estancia en prisión fue en la estación de Lubyanka. Meses después fue enviado a la prisión de Dimitrova, la prisión de Butirka, y finalmente, en una fecha aún indeterminada se le trasladó a la prisión de Oriol.

Con el estallido de la Segunda Guerra Mundial y el inminente ataque del ejército alemán en el frente oriental, en septiembre de 1941 Vadillo salió de prisión. Ante la carencia de representación diplomática de México en Moscú y las complicaciones de la guerra, las autoridades penitenciarias le ofrecieron un empleo en la ciudad de Suchinsk, en Kazajistán, donde permaneció hasta junio de 1947. En estos seis años ejerció los oficios de aguador y aprendiz de zapatero.

Durante este tiempo gestionó su traslado a otro centro de labores hasta que se le aprobó su nuevo sitio de residencia en Artimovsk, Ucrania. Durante el camino hacia su nuevo centro de labores se presentó en la embajada de México en Moscú, reabierta en 1943, donde el embajador mexicano Luciano José Joublanc Rivas inició una complicada negociación entre los representantes mexicanos y los altos funcionarios del gobierno soviético para que se otorgara a Vadillo su visa de salida.

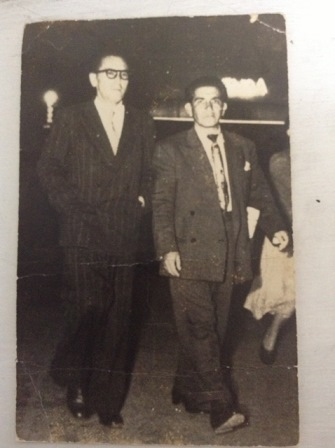
Evelio Vadillo y Anselmo Sánchez Aguilar, líder del Sindicato de Boneteros del DF, de paseo por la avenida Niño Perdido de la Ciudad de México. Ca. 1956-1957.

En enero de 1948, las autoridades soviéticas ordenan su traslado a Alma Atá, capital de Kazajistán, para gestionar personalmente su visa de salida y la devolución de su pasaporte. Durante meses se alojó en el hotel Don Delegatov, donde recibía ayuda pecuniaria de su familia a través de la embajada mexicana. En octubre de ese año fue detenido en esa ciudad acusado de ocasionar un pleito en una cafetería. Se le procesó por el delito de “actos canallescos” y se le condenó a dos años de prisión en el penal de Krasnoiarsk. Meses antes de cumplir su condena se le trasladó a Moscú, donde un fiscal militar le imputó cargos de espionaje a favor del gobierno mexicano, acusaciones que Vadillo siempre negó. Por este cargo recibió condena de veinte años y se le trasladó a la Prisión Central de Vladímir, a las afueras de Moscú.

Regreso a México

A mediados de 1955, el austriaco Franz Hawlik, quien había sido recientemente liberado durante la política de desestalinización iniciada por Nikita Jrushchov, notificó a la embajada de México en Viena el paradero de Vadillo. El entonces embajador de México en Moscú, Alfonso de Rosenzweig Díaz gestionó la liberación final de Vadillo con la colaboración del también diplomático mexicano Ernesto Madero Vázquez, quien acompañó a Vadillo hasta París durante la primera escala en su viaje de regreso.

Después de veinte años, Evelio Vadillo regresó a la Ciudad de México el 15 de octubre de 1955. Se matriculó en la Universidad Nacional Autónoma de México (UNAM) para acreditar las materias que dejó pendientes en la carrera de derecho y se tituló en 1957. A la par de sus estudios laboró en la Dirección Jurídica del Instituto Mexicano del Seguro Social (IMSS). Se retiró de las actividades políticas.

Falleció de un paro cardiaco el 7 de abril de 1958 en el Café Cosmos, que se ubicaba en la planta baja del hotel del mismo nombre contiguo a la Torre Latinoamericana de la Ciudad de México. Su muerte generó una serie de sospechas por un posible atentado.